# 跟道別再見
《跟道別再見》為日本女歌手華原朋美的第26張單曲，同名歌曲由中島美雪創作。

## 說明
- NHK週四時代劇《日语：》的主題曲。
- 中島美雪於自己的錄音室專輯《搖籃曲SINGER》亦有進行自翻唱。

## 收錄歌曲
1. 跟道別再見
  - 作詞・作曲：中島美雪。編曲・製作：瀬尾一三
2. 命運之線
  - 作詞：園田凌士。作曲・編曲：森山輝一。製作：与田春生
3. 跟道別再見 [INSTRUMENTAL]
4. 命運之線 [INSTRUMENTAL]